# 430-е годы
430-е (четы́реста тридца́тые) го́ды по юлианскому календарю — промежуток времени с 1 января 430 года по 31 декабря 439 года, включающий 430 год 3-го десятилетия   и с 431 по 439 годы    4-го десятилетия V века 1-го тысячелетия.  Они закончились 1586 лет назад.

## Важнейшие события
- 430 год — Пётр Ивер основывает первый грузинский монастырь неподалёку от Вифлеема.
- 430 год — умирает Фэн Ба, император Северной Янь, одного из государств, борющегося за контроль над Китаем. Его сменяет Фэн Хун.
- 431 год — Третий Вселенский собор[1][2][3][4] в Эфесе, осуждение несторианства.
- 434 год — Аттила становится царём гуннов.
- 438 год — публикуется Кодекс Феодосия, сбор законов римского права.
- 439 год — вандалы захватывают Карфаген.